# Chéry-Chartreuve
Chéry-Chartreuve är en kommun i departementet Aisne i regionen Hauts-de-France i norra Frankrike. Kommunen ligger  i kantonen Braine som ligger i arrondissementet Soissons. År 2022 hade Chéry-Chartreuve 379 invånare.

## Befolkningsutveckling
Antalet invånare i kommunen Chéry-Chartreuve
Referens: INSEE